# طارق رمضان
طارق سعيد رمضان (بالفرنسية: Tariq Ramadan)‏ (ولد في 26 أغسطس 1962 في جنيف، سويسرا) هو أكاديمي وفيلسوف وكاتب ومفكر سويسري من أصل مصري، والدته هي وفاء البنا ابنة حسن البنا مؤسس جماعة الإخوان المسلمين، ونجل الدكتور سعيد رمضان سكرتير البنا وقد ولد في سويسرا حيث هاجر والداه هناك بسبب الاعتقالات والأضطهاد التي مر بها الإخوان في عهد عبدالناصر. شقيقه هو هاني رمضان أستاذ وإسلامي سويسري ومدير مركز جنيف الإسلامي.
نهاية العام 2017، تقدمت امرأتين فرنسيتين بشكوى ضد رمضان متهمتان اياه بالاغتصاب. 
يعمل طارق رمضان كاستاذ دكتور متخصص في الفكر الإسلامي ومحاضر في جامعة أوكسفورد أعرق جامعات بريطانيا وجامعة فرايبورغ بألمانيا، يتركز اهتمامه في التجديد الإسلامي وبحث قضايا المسلمين في الغرب، ويعتبر أحد القيادات الإسلامية في أوروبا ومن أكثر الشخصيات المؤثرة فيها.
يتكلم طارق رمضان بطلاقة العربية والفرنسية والإنجليزية، وخاصة الفرنسية أين له تأثير كبير جدا في الأواسط الفرانكوفونية خاصة في فرنسا والمناطق الفرنسية في سويسرا وبلجيكا، أين غالبا ما يشارك في حوارات هامة وبرامج تلفزيونية كثيرة.
أعمال طارق رمضان تتركز على تفكير ديني وفلسفي وسياسي لها علاقة مع الدين الإسلامي والروحانيات ومختلف النظريات الفلسفية. منذ سنوات يعمل على دور الإسلام في الغرب وفي العالم.

طارق رمضان هو مستشار وخبير لدى عدة لجان في البرلمان الأوروبي. يشارك أيضا في عدة غرف عمل عالمية لديها علاقة بالإلهيات والأخلاقيات، وبالحوار بين الأديان والثقافات، وعموما في المواضيع الاجتماعية. هو مدير مركز دراسات التشريع الإسلامي والأخلاق ومقره الدوحة. وهو عضو في الفريق الاستشاري لوزارة الخارجية البريطانية في حرية الدين والمعتقد.
إلى جانب عمله كبروفيسور في جامعة أكسفورد، يعمل طارق رمضان كأستاذ زائر لدى كل من كلية الشريعة والدراسات الإسلامية في قطر، وجامعة مونديابوليس في المغرب، وجامعة ماليزيا برليس في ماليزيا، وكذلك هو باحث ما بعد الدكتوراه في جامعة دوشيشا في كيوتو في اليابان.
من أبرز هذه كتبه كتاب «خطورة الأفكار». جاء هذا الكتاب تتويجا للقاء فكري غير متوقع بين المفكرين إدغار موران وطارق رمضان، والذي جرى في يونيو 2013 بمدينة مراكش المغربية. يتطرق الكتاب الحواري إلى القضايا الكبرى الراهنة بعمق ودقة، حيث يتناول مختلف القضايا المتعلقة بالدين، والعلمانية، والعقلانية، والعلوم، والفن، والمرأة، والتربية والتعليم، والديمقراطية، والقضية الفلسطينية، ومعاداة السامية، ومعاداة الإسلام، والشعبوية، و”الربيع العربي” إلخ… يجمع بين هذه القضايا خيط ناظم يتمثل في الأخلاقيات. لقد كان الحوار مثيرا بشكل كبير بين إدغار موران، صاحب نظرية الفكر المركب، وبين أحد رواد الفكر الإصلاحي المعاصر طارق رمضان، مدير مركز دراسات التشريع الإسلامي والأخلاق في قطر. المثير في الكتاب الحواري هو أنه رغم تناقض المسارات الفكرية للرجلين بشكل كامل، تمكنا من التحاور بشكل هادئ، وحصل تقارب كبير في الأفكار والآراء في العديد من القضايا الشائكة، نذكر منها القضية الفلسطينية، ووضعية المرأة، ومقاومة جميع أشكال الجور والقهر. وقد قام الفيلسوف كلود هنري ديبور بتسيير الحوار. ترتكزاعماله على تفكير ديني وفلسفي وسياسي لها علاقة مع الدين الإسلامي والروحانيات ومختلف النظريات الفلسفية. منذ سنوات يعمل على دور الإسلام في الغرب وفي العالم.

## نشأته
في 1949، حسن البنا، جد طارق رمضان، ومؤسس جماعة الإخوان المسلمين، طورد من قبل الملك فاروق الأول واغتيل بسبب أعماله السياسية. وفي 1958، وقد نفاه جمال عبد الناصر من مصرو لجأت وفاء البنا، أم طارق رمضان، إلى سويسرا مع زوجها سعيد رمضان. وأقاموا في جنيف، حيث ولد طارق رمضان في 26 أغسطس 1962 وأخوه هاني رمضان.

### العائلة
طارق رمضان هو ابن سعيد رمضان، ووفاء البنا ابنة حسن البنا مؤسس جماعة الإخوان المسلمين، وأخوه هو هاني رمضان رئيس مركز جنيف الإسلامي.

## دراسته

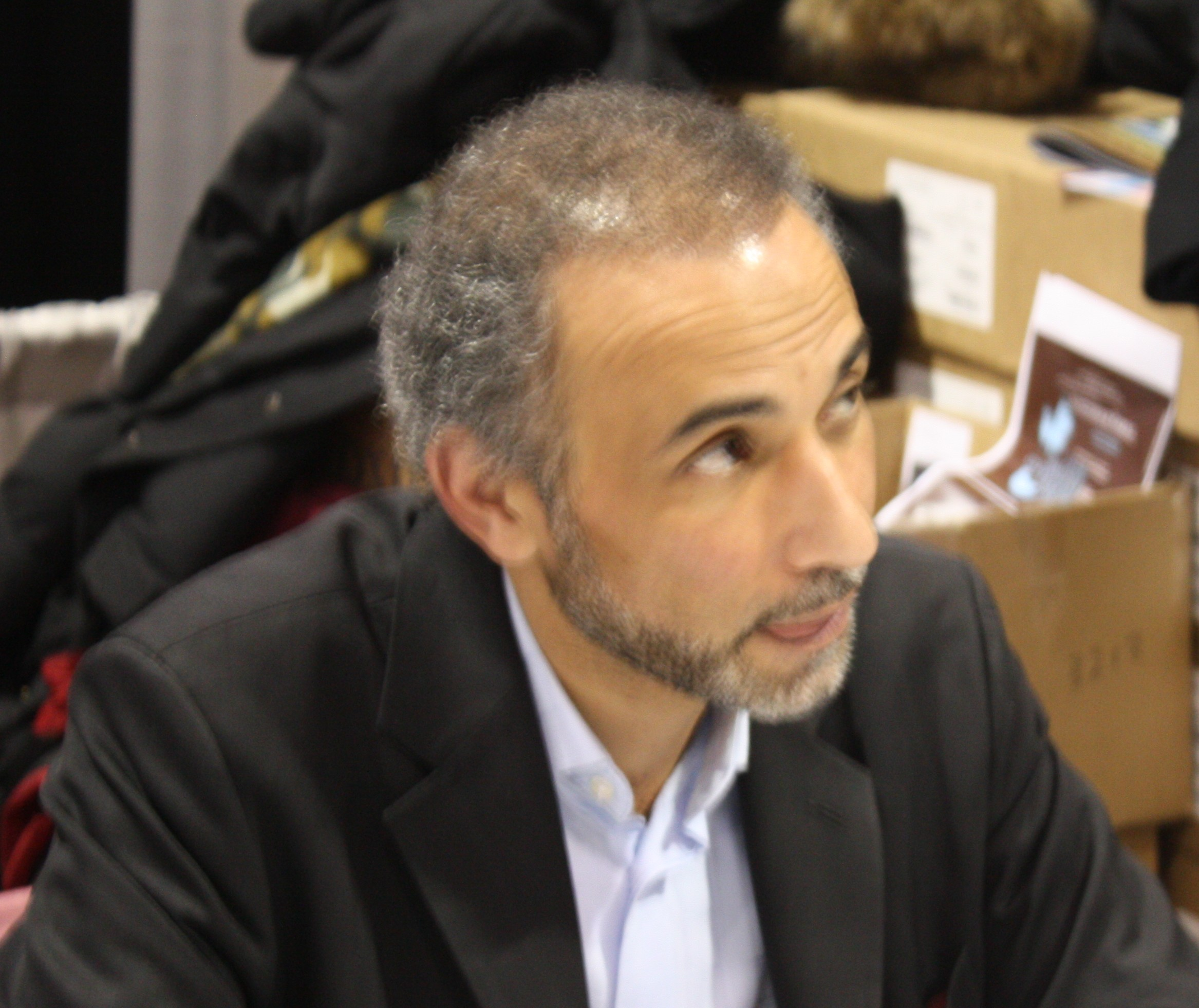
طارق رمضان في 2009م.

حصل طارق رمضان على درجة الماجستير في الفلسفة والأدب الفرنسي، وعلى درجة الدكتوراه في اللغة العربية والدراسات الإسلامية من جامعة جنيف. وكتب أطروحة الدكتوراه حول فريدريك نيتشه، بعنوان «نيتشه مؤرخًا للفلسفة». وقد حصل على تدريب واحد / واحد في الدراسات الإسلامية الكلاسيكية من جامعة الأزهر ويحمل الإجازة في سبعة تخصصات.

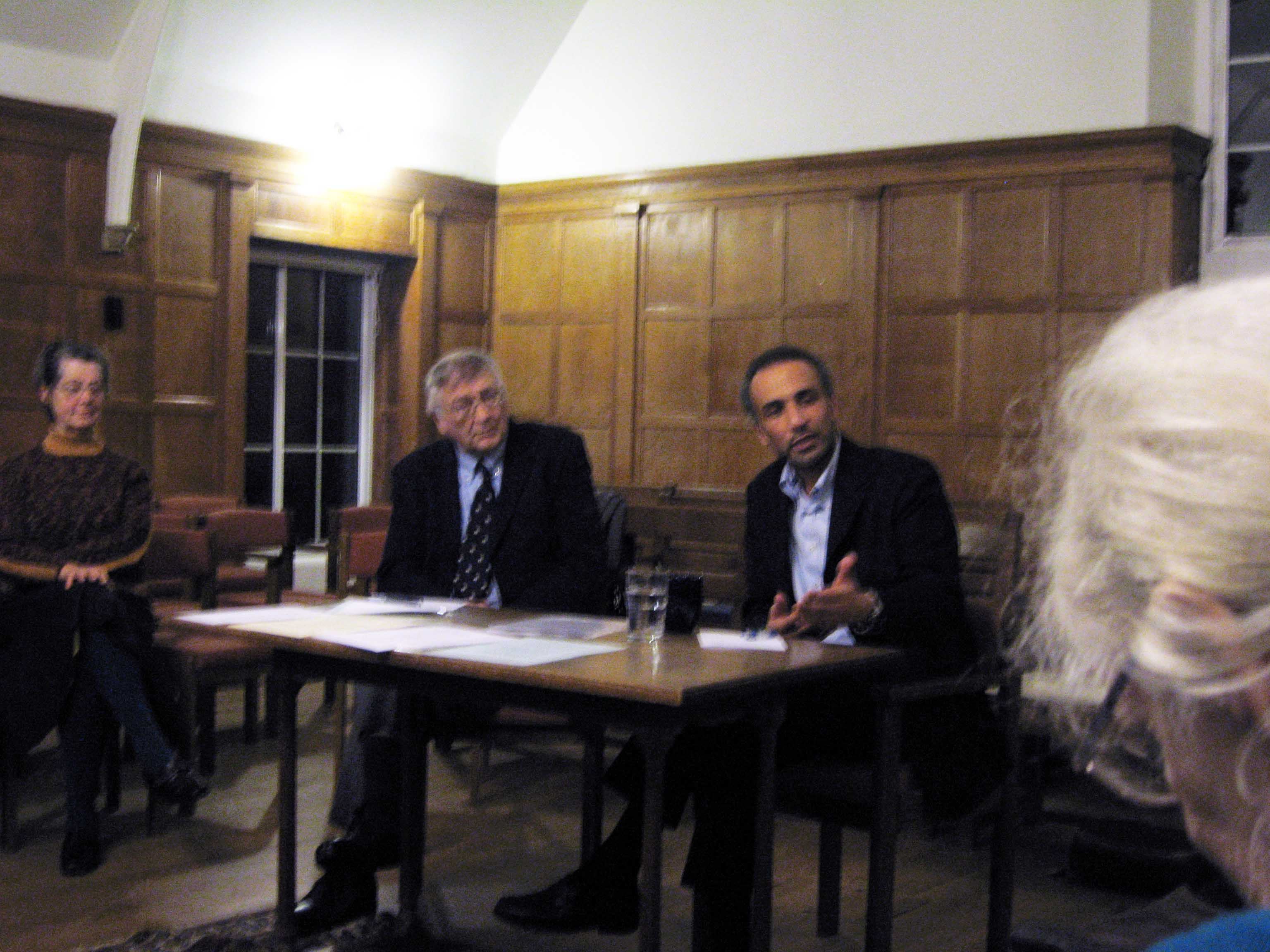
طارق رمضان يتحدث في أكسفورد 2009.

ثم عمل استاذًا في مدرسة سوسور، وهي مدرسة ثانوية في جنيف، ومحاضرًا في الدين والفلسفة في جامعة فريبورغ في الفترة من 1996 إلى 2003. في أكتوبر 2005 بدأ التدريس في كلية سانت أنتوني في جامعة أكسفورد برتبة أستاذ زائر. في عام 2005، وأصبح باحثًا في مؤسسة لوكاهي. وفي عام 2007م، قدم طلبًا ناجحًا للأستاذية في الدراسات الإسلامية في جامعة ليدن، ولكنه رفض تولي المنصب متعذرًا بأسباب مهنية. وكان أيضًا أستاذًا زائرًا للهوية والمواطنة في جامعة إيراسموس في روتردام، حتى أغسطس 2009 عندما أعفته مدينة روتردام وجامعة إيراسموس من منصبه «مستشارًا للاندماج» وأستاذًا، متذرعة بأن البرنامج الذي استضافه على قناة برس تي في الإيرانية، «الإسلام والحياة»، «غير متوافق» مع واجباته في روتردام. وابتداء من سبتمبر 2009 عين رمضان في رئاسة الدراسات الإسلامية المعاصرة في جامعة أكسفورد.
أنشأ طارق رمضان حركة مسلمي سويسرا، التي تشترك في مختللف حلقات النقاش بين الأديان. وهو مستشار للاتحاد الأوروبي حول القضايا الدينية، وطلب للمشورة في الاتحاد الأوروبي في لجنة حول «الإسلام والعلمانية». في سبتمبر 2005، دعي للانضمام إلى مهمة من قبل حكومة المملكة المتحدة. وهو أيضا مؤسس ورئيس شبكة المسلم الأوروبي، ومقرها بروكسل، وتسعى إلى جمع المثقفين المسلمين الأوروبيين والناشطين. وهو مستشار وخبير لدى عدة لجان في البرلمان الأوروبي. يشارك أيضًا في عدة غرف عمل عالمية لديها علاقة بالإلهيات والأخلاقيات، وبالحوار بين الأديان والثقافات، وعمومًا في المواضيع الاجتماعية. تنحى أعماله نحو اللاهوت، من الناحية السياسة الفلسفية والمتعلقة بالدين الإسلامي، والقيم الروحية والفلسفات المختلفة. ويشارك منذ سنوات في النقاش حول الإسلام في الغرب وفي العالم.
يتركز اهتمامه في التجديد الإسلامي، وبحث قضايا المسلمين في الغرب، ويعد أحد القيادات الإسلامية في أوروبا، ومن أكثر الشخصيات المؤثرة فيها. يتكلم طارق رمضان بطلاقة العربية والفرنسية والإنجليزية، وخاصة الفرنسية حيث له تأثير كبير جدًا في الأواسط الفرانكوفونية، خاصة في فرنسا والمناطق الفرنسية في سويسرا وبلجيكا، ويشارك غالبًا في حوارات هامة وبرامج تلفزيونية كثيرة.
في يناير 2011، استدعى مباشرة على قناة إي-تيليه الفرنسية للحديث حول الثورة التونسية والثورة المصرية، وقال أنه بعد دخوله لمصر للدراسة، تعرض للتعذيب من قبل النظام وقال:

«جنسيتي سويسرية، ولكن من أصل مصري، وعند دخولي لبلدي مصر للدراسة، كنت أعبر عن كون النظام غير ديمقراطي، وعندما جاؤوا لضربي وتعذيبي، قال أحدهم لزميله، لا لا هذا أجنبي، هذا سويسري. ماذا سنفعل له إذن؟ فقاموا بجلب مصري أمامي، وقاموا بتعذيبه بصورة لا تصدق أمام عيني، لكي يقولا لي كيف نعامل المصريين هنا».

## المسيرة
في 1992، جاء إلى فرنسا وقدم عدة محاضرات. شارك بين 1993 و1994 في مؤتمر اتحاد المنظمات الإسلامية في فرنسا، بعد ذلك رفض دعوات المشاركة حتى سنة 2008. بعد ذلك وقع نداء السكان الأصليين للجمهورية الذي يندد بفرنسا كدولة لا تتحمل مسؤولية تاريخها الإستعماري. كذلك عين كمكلف بالدروس الدراسات الإسلامية في جامعة فريبورغ بين 1996 و2003. الجامعة الكاثوليكية لنوتردام في ساوث بند في ولاية إنديانا منحته في بداية سنة 2004 كرسي دائم مزودج في الدراسات الإسلامية. هو منتمي كذلك لمعهد جون بي كروك لتدريس العلاقة بين الديانات، النزاعات، وتعزيز السلام. في أغسطس من نفس السنة، الحكومة الفيدرالية للولايات المتحدة ألغت تأشيرة عمل تحصل عليها في مايو 2004 دون تقديم الأسباب، معللة ذلك بأن قانون باتريوت آكت يمنح حكومة الولايات المتحدة حق اتخاذ إجراء ات خاصة عند الاشتباه بقيام أنشطة إرهابية. بعد هذا الرفض، عدة مفكرين وقادة أمريكيين، من بينهم نعوم تشومسكي، وقعوا عريضة تندد بهذا فعل الذي يحد من الحرية الأكاديمية. في 17 يوليو 2009، محكمة إستتئناف في مانهاتن، تعطي الحق لطارق رمضان في دخول الولايات المتحدة ورفض ما قامت به الحكومة الفدرالية معللة ذلك بأنه غير مبني على شيء.

في 20 يناير 2010، وزارة الخارجية الأمريكية تقرر في وثيقة موقعة من قبل وزيرة الخارجية هيلاري كلينتون، عدم صلوحية الأسباب التي حالت دون دخول طارق رمضان الولايات المتحدة.

في صيف 2005، تحصل طارق رمضان على دعوة بصفة أستاذ زائر في جامعة أوكسفورد، وتم استدعائه للمشاركة في مجموعة تفكير أسسها توني بلير حول مشكلة الإسلام المتطرف في المملكة المتحدة، بعد التفجيرات التي وقعت في لندن في 7 يوليو من نفس السنة. في نوفمبر 2006، المجلة أوروبيان فويس أعطته جائزة أوروبي السنة في فئة الشخصيات الغير منتمية لدولة عضوة في الاتحاد الأوروبي. في 2000، تم تصنيفه واحد من بين سبعة مفكرين مجددين ومبتكرين في القرن الواحد والعشرين من قبل المجلة الأمريكية التايم. كذلك هو واحد من بين 100 مفكر الأكثر تأثيرا في العالم، وذلك في المرتبة الثامنة في 2004 من قبل مجلة التايم، وفي 2005 و2008 كذلك من قبل فورين بوليسي وبروسبكت، وفي 2009، 2010، 2012، 2013 من قبل مجلة فورين بوليسي. تحصل في 2007 على جائزة الامتياز مقدم من قبل المجلة البريطانية ذو مسلم نيوز. جاء أيضا في المرتبة 51 من بين أكثر 100 مفكر مؤثر في العالم من قبل فورين بوليسي في 2014.

عين طارق رمضان في منصب كرسي حول الدراسات الإسلامية المعاصرة في معهد الدراسات الشرقية التابع لجامعة أوكسفورد، وكذلك هو يعمل في كلية سانت أنتوني في نفس الجامعة منذ 1 سبتمبر 2009. كذلك هو أستاذ علوم إسلامية معاصرة في إدارة العلوم الإسلامية التابعة لجامعة قطر ومؤسسة قطر، وباحث بارز في جامعة دشيشا في كيوتو في اليابان.

في يناير 2012، أصبح مدير مركز دراسات التشريع الإسلامي والأخلاق في قطر. كذلك هو رئيس خلية تفكير المعروفة الشبكة الإسلامية الأوروبية الموجودة في بروكسل والعضوة في الاتحاد العالمي لعلماء المسلمين.

## الإتهام بالاغتصاب
تقدمت سيدة تدعى هنده عياري، الجمعة 20 تشرين أول/أوكتوبر 2017، بشكوى في فرنسا ضد طارق رمضان تتهمه فيها باغتصابها والاعتداء عليها جنسيا. وقدمت الشكوى إلى النيابة العامة في مدينة روان في شمال غرب فرنسا حيث تقيم المشتكية، التي تبلغ من العمر 40 عاما، وهي حاليا رئيسة جمعية تعنى بحقوق المرأة المسلمة. وتتضمن الشكوى، حسب ما ورد في النص اتهامات بارتكاب «جرائم اغتصاب واعتداءات جنسية وأعمال عنف متعددة وتحرش وتهديد». وكانت هند العياري قد وصفت حادثة الاغتصاب بكتابها المسمى "J'ai choisi d'être libre" (أخترت أن أكون حرة) وقد استخدمت اسم «زبير» كناية عن طارق رمضان في الكتاب. وقد رد طارق رمضان عبر محاميه المحامي ياسين بوزرو في بيان، حيث أكد أن موكله "ينفي قطعيا هذه المزاعم (..) وسيتم رفع دعوى بتهمة الافتراء امام مدعي عام الجمهورية في روان (شمال غرب فرنسا) الاثنين".
في 31 يناير 2018، قامت السلطات الفرنسية بإيقاف الأستاذ الجامعي السويسري والمفكر الإسلامي طارق رمضان بباريس بغية إخضاعه للاستجواب على خلفية قضيتي اغتصاب تعودان إلى عامي 2009 و2012. وأكدت مصادر قضائية فرنسية أنه انتقل من تلقاء نفسه إلى مركز الشرطة استجابة لاستدعاء للشرطة.
وفي الثاني من فبراير 2018، بعد يومين من توقيفه رهن التحقيق، طلبت النيابة العامة وضع طارق رمضان قيد التوقيف الاحتياطي.  
في 23 أكتوبر 2018 أعترف طارق بإقامة علاقة جنسية مع الامرأتين لكنه شدد أن تلك العلاقة كانت بالتراضي وليس اغتصاباً وأجبر طارق على هذا الاعتراف بعد الكشف نهاية سبتمبر عن مئات الرسائل الهاتفية القصيرة من هاتف قديم لكريستال.

في الثاني من ديسمبر 2018، كشفت صحيفة «لو جورنال دو ديمانش» الفرنسية عن العثور على 776 صورة إباحية وجنسية على هواتف وحواسيب ووسائط حفظ البيانات الخاصة بطارق رمضان

## مؤلفاته
| السنة            | العنوان | العنوان بالعربية                                                                                        |
| ---------------- | --- | --- |
| الفرنسية         | | |
| 2017             | L'Urgence et l'essentiel (ردمك 978-2359495591) | الضرورة والضروريات.                                                                                     |
| 2016             | Le Génie de l'islam (ردمك 2845926316) | عبقرية الإسلام.                                                                                         |
| 2015             | Être occidental et musulman aujourd’hui (ردمك 2845924186) | أن تكون غربي ومسلم اليوم.                                                                               |
| 2015             | Introduction à l'éthique Islamique (ردمك 9782845926073) | مقدمة في الأخلاق الإسلامية.                                                                             |
| 2014             | Au péril des idées - Les grandes questions de notre temps (ردمك 2845925514) | في خطر أفكارنا - الأسئلة الكبرى في عصرنا.                                                               |
| 2014             | De l’islam et des musulmans (ردمك 2845924178) | من الإسلام ومن المسلمين.                                                                                |
| 2011             | L'Islam et le Réveil arabe (ردمك 9782845923294) | الإسلام والصحوة العربية.                                                                                |
| 2009             | Mon intime conviction (ردمك 9782845922907) | قناعتي الشخصية.                                                                                         |
| 2009             | L'Autre en nous pour une philosophie du pluralisme (ردمك 2845922825) | الآخر فينا لفلسفة التعددية.                                                                             |
| 2008             | Islam, la réforme radicale, éthique et libération (ردمك 9782845922662) | الإسلام، الإصلاح الجذري، الأخلاق والتحرير.                                                              |
| 2008             | Muhammad vie du prophète. Les enseignements spirituels et contemporains (ردمك 2845922019)                                                                                                 | محمد، حياة نبي. التعاليم الروحية والمعاصرة.                                                             |
| 2006             | Vie du prophète Muhammad | حياة النبي محمد.                                                                                        |
| 2006             | Le Coran: Nouvelle traduction française du sens de ses versets | القرآن: الترجمة الفرنسية الجديدة لمعاني آياته.                                                          |
| 2003             | Les musulmans d'occident et l'avenir de l'islam (ردمك 2742740058) | مسلمي الغرب ومستقبل الإسلام.                                                                            |
| 2003             | Le Saint Coran - Chapitre Amma avec la traduction en langue française du sens de ses versets (par Tariq Ramadan) et la translittération phonétique en caractères latins (ردمك 2848621176) | القرآن الكريم - جزء عم مع الترجمة الفرنسية لمعنى آياته (لطارق رمضان) والحروف الصوتية بالحروف اللاتينية. |
| 2003             | MONDIALISATION Résistances musulmanes (ردمك 2848620161) | العولمة مقاومات المسلمين.                                                                               |
| 2002             | Musulman d'occident: Construire et Contribuer (ردمك 2848620455) | مسلم غربي: بناء ومساهمة.                                                                                |
| 2002             | Dar ash-shahada (ردمك 2848620471) | دار الشهادة.                                                                                            |
| 2002             | La foi, la Voie et la résistance (ردمك 2848620463) | الإيمان، الطريق والمقاومة.                                                                              |
| 2002             | Jihâd, violence, guerre et paix en Islam (ردمك 284862048X) | الجهاد، العنف، والسلام في الإسلام.                                                                      |
| 2002             | Aux sources du renouveau musulman - D'al-Afghâni à Hassan al-Bannâ, un siècle de réformisme islamique (ردمك 2909087972)                                                                   | مصادر من الإحياء الإسلامي: من الأفغاني إلى حسن البنا، قرن من الإصلاح الإسلامي.                          |
| 2002             | De l'Islam (ردمك 2909087808) | من الإسلام.                                                                                             |
| 2001 ثم 2005     | ...Entre l'Homme et son Coeur (ردمك 2909087670) | بين المرء وقلبه...                                                                                      |
| 2001             | ?Islam: Le face à face des civilisations - Quel projet pour quelle modernité (ردمك 2848620498)                                                                                            | الإسلام: المواجهة بين الحضارات - أي مشروع لأي حداثة.                                                    |
| 2000             | L'islam en questions (ردمك 2742737626) | الإسلام في أسئلة.                                                                                       |
| 2000             | Peut-on vivre avec l'islam? Le choc de la religion musulmane et des sociétés laïques et chrétiennes                                                                                       | هل يمكن أن نعيش مع الإسلام؟ صدمة للدين الإسلامي والمجتمعات العلمانية والمسيحية.                         |
| 2000             | L’Islam et les musulmans, grandeur et décadence (ردمك 284161008X) | الإسلام والمسلمين، صعود وهبوط.                                                                          |
| 2000             | La Spiritualité, un défi pour notre société - Convictions en dialogue et responsabilités communes (ردمك 9782909087597)                                                                    | الروحانية، تحدي لمجتمعنا - الإدانات في الحوار والمسؤوليات المشتركة.                                     |
| 1999             | La Vie du dernier prophète ليوسف إسلام (ترجمة طارق رمضان) (ردمك 2909087492) | حياة آخر نبي.                                                                                           |
| 1999             | Être musulman européen: Étude des sources islamiques à la lumière du contexte européen (ردمك 2909087433)                                                                                  | أن تكون مسلم أوروبي: دراسة المصادر الإسلامية في ضوء السياق الأوروبي.                                    |
| 1994             | Les Musulmans dans la laïcité : Responsabilités et droits des Musulmans dans les sociétés occidentales (ردمك 2909087379)                                                                  | مسؤوليات وحقوق المسلمين في المجتمعات الغربية.                                                           |
| الإنجليزية       | | |
| 2015             | To Be a European Muslim (ردمك 0860373002) | أن تكون مسلم الأوروبي.                                                                                  |
| 2009             | Islam, the West, and Challenges of Modernity (ردمك 0860373118) | الإسلام والغرب، وتحديات الحداثة.                                                                        |
| 2007             | The Messenger (ردمك 0713999608) | الرسول.                                                                                                 |
| 2007             | In the Footsteps of the Prophet (ردمك 0195308808) | على خطى النبي.                                                                                          |
| 2005             | Western Muslims And the Future of Islam (ردمك 0195183568) | مسلمي الغرب ومستقبل الإسلام.                                                                            |
| 1999             | Muslims in France (ردمك 0860372995) | المسلمون في فرنسا.                                                                                      |
| الإسبانية        | | |
| 2001             | Reformismo Musulman (ردمك 8472901459) | الإصلاحية الإسلامية.                                                                                    |
| ترجم له بالعربية | | |
| 2009             | المسلمون في ظل العلمانية، نشر دار الهادي، بيروت.(ردمك 9789953521190) | المسلمون في ظل العلمانية، نشر دار الهادي، بيروت.(ردمك 9789953521190)                                    |
| 2005             | مسلمو الغرب ومستقبل الإسلام، نشر المجلس الوطني للثقافة، بالدوحة. | مسلمو الغرب ومستقبل الإسلام، نشر المجلس الوطني للثقافة، بالدوحة.                                        |
| 2003             | حوار حول الإسلام، مع طارق رمضان وآلان جريش، نشر دار العالم الثالث، بالقاهرة. | حوار حول الإسلام، مع طارق رمضان وآلان جريش، نشر دار العالم الثالث، بالقاهرة.                            |

## كتب عن طارق رمضان
- Faut-il faire taire Tariq Ramadan ? للكاتب عزيز الزموري.
- Islam et modernité La pensé de Tariq Ramadan للكاتب غريغوري بوم.
- Frère Tariq : Discours, stratégie et méthode de Tariq Ramadan للكاتبة الفرنسية كارولين فوريست
- Le sabre et le coran, Tariq Ramadan et les frères musulmans à la conquête de l'Europe للكاتب بول لاندو.
- Tariq Ramadan dévoilé للكاتب ليونيل فافرو.
- Tartuffe fait Ramadan للكاتب جاك ألان ليجي.
- À contre Coran للكاتب جاك ألان ليجي.
- Qui est Tarek Ramadan للكاتب محمد مسلم.

## الجوائز والتقديرات
- 2000: واحد من بين سبعة مفكرين مجددين ومبتكرين في القرن الواحد والعشرين من قبل مجلة التايم الأمريكية.
- 2004: أختير من أكثر 100 شخص مؤثر في العالم وجاء في المرتبة الثامنة من قبل مجلة التايم الأمريكية.
- 2005 و2008، 2009، 2010، 2012، 2013: أختير من بين أكثر 100 مفكر مؤثر في العالم من قبل مجلة فورين بوليسي الأمريكية ومجلة بروسبكت البريطانية.
- 2006: أختير أوروبي السنة من قبل مجلة أوروبيان فويس البلجيكية.
- 2007: جائزة الامتياز من قبل المجلة البريطانية ذو مسلم نيوز.
- 2014: جاء في المرتبة 51 من بين 100 مفكر الأكثر تأثيرا في العالم من قبل غلوبال ثينكرز (Global Thinkers).

## وصلات خارجية
- طارق رمضان على موقع مونزينجر (الألمانية)
- الموقع الرسمي
- ملخص كتاب «البحث عن المعنى: وضع فلسفة للتعددية» لطارق رمضان
- المحافظون الجدد: دخول طارق رمضان إلى أمريكا انتصار للإخوان المسلمين، مصراوي، 25 يناير 2010
- يجعلني أكثر صفاء وإحساسا بذاتي"
- يأتي من القوى الاجتماعية وليس من المفكرين الإسلاميين"*